# Tiglat-Pileser II.
Tiglat-Pileser II. (hebrejsko תִּגְלַת פִּלְאֶסֶר ali תִּלְּגַת פִּלְנְאֶסֶר Tiglat Pileser iz akadskega Tukultī-apil-Ešarra) je bil kralj Asirije, ki je vladal od leta 967 pr. n. št., ko je nasledil svojega očeta Ašur-reš-išija II., do svoje smrti leta 935 pr. n. št. Nasledil ga je sin Ašur-dan II. O njegovi vladavini je malo znanega.

## Sklic
1. ↑  Hugh Chisholm, ur. (1911): Tiglath-Pileser, Encyclopædia Britannica, 26 (11. izdaja), Cambridge University Press, str. 968.

| Tiglat-Pileser II. Rojen: ni znano Umrl: 935 pr. n. št. |                                   |                         |
| Vladarski nazivi                                        |                                   |                         |
| Predhodnik: Ašur-reš-iši II.                            | Kralj Asirije 967–935 pr. n. št.. | Naslednik: Ašur-dan II. |